# CV Palma
Club Voleibol Palma – hiszpański męski klub siatkarski z Palma de Mallorca na Majorce założony w 1970 roku. Siedmiokrotny mistrz Hiszpanii, sześciokrotny zdobywca Pucharu Hiszpanii, zdobywca Superpucharu Hiszpanii oraz finalista Pucharu Europy Zdobywców Pucharów.
Ostatni raz w Superlidze CV Palma wystąpił w sezonie 1990/1991.

## Historia
Club Voleibol Palma pod nazwą Son Amar Palma założony został w 1970 roku. Prezesem klubu był Damià Seguí. W 1973 roku Son Amar Palma wystartował po raz pierwszy w Tercera División, uzyskując awans do Segunda División. Klub zadebiutował w Primera División (ówcześnie najwyższej klasy rozgrywek klubowych w Hiszpanii) w sezonie 1974/1975, zajmując 7. miejsce (na 10 startujących zespołów).
W 1975 r. klub wycofał się z rozgrywek. W sezonie 1978/1979 powrócił do Tercera División, rok później występował w Segunda División, by ponownie w sezonie 1980/1981 startować w Primera División. W połowie sezonu 1979/1980 prezes Seguí podpisał kontrakt z jugosłowiańskim rozgrywającym Pedro Božiciem. W sezonie 1980/1981 do drużyny dołączyli Feliciano Mayoral i Miguel Ocón, a od drugiej połowy sezonu Amerykanin Larry Benecke. W tym sezonie klub zdobył pierwsze mistrzostwo Hiszpanii. W następnym sezonie klub zakontraktował trzech nowych graczy: Luisa Álvareza Gómeza, Jaime Fernándeza Barrosa i Francisco Sáncheza Jovera, wygrywając drugie mistrzostwo i zdobywając Puchar Hiszpanii. W sezonie 1982/1983 zakończył zmagania w lidze na 2. miejscu za Realem Madryt. W sezonie 1983/1984 Son Amar Palma ponownie odzyskał mistrzostwo Hiszpanii, zdobył także Puchar Hiszpanii, a w pucharach europejskich zajął 2. miejsce w turnieju finałowym Pucharu Europy Zdobywców Pucharów.
W sezonie 1984/1985 Damià Seguí zdecydował, że klub nie wystartuje w División de Honor, lecz w Segunda División. W sezonie 1985/1986 zespół powrócił do najwyższej klasy rozgrywek klubowych (División de Honor), gdzie występował aż do rozwiązania w 1991 roku. Od 1987 roku klub rozpoczął współpracę ze spółką Orisba. W okresie od sezonu 1985/1986 do końca sezonu 1990/1991 zespół zdobył cztery kolejne mistrzostwa kraju, czterokrotnie triumfował w Pucharze Króla, zwyciężył także w Superpucharze Hiszpanii. W sezonie 1989/1990 zajął 3. miejsce w Pucharze Europy Mistrzów Klubowych.
Po rozwiązaniu klubu w sezonie 1992/1993 w Superlidze występował CV Palma Voleibol, kończąc zmagania na 9. miejscu.

## Nazwy klubu
- 1970-1985 – Son Amar Palma
- 1985-1987 – Royaltur Son Amar Palma
- 1987-1990 – CV Palma
- 1990 – Orisba Palma
- 1990-1991 – CV Palma

## Bilans sezon po sezonie
| Sezon     | Rozgrywki ligowe  | Rozgrywki ligowe | Puchar Hiszpanii | Puchary europejskie                                              |
| Sezon     | Poziom            | Miejsce          | Puchar Hiszpanii | Puchary europejskie                                              |
| --------- | ----------------- | ---------------- | ---------------- | ---------------------------------------------------------------- |
| 1973      | Tercera División  | 1. miejsce       |                  |                                                                  |
| 1973/1974 | Segunda División  | 1. miejsce       |                  |                                                                  |
| 1974/1975 | Primera División  | 7. miejsce       |                  |                                                                  |
| 1975/1976 |                   |                  |                  |                                                                  |
| 1976/1977 |                   |                  |                  |                                                                  |
| 1977/1978 |                   |                  |                  |                                                                  |
| 1978/1979 | Tercera División  | 1. miejsce       |                  |                                                                  |
| 1979/1980 | Segunda División  | 1. miejsce       |                  |                                                                  |
| 1980/1981 | Primera División  | 1. miejsce       | 2. miejsce       |                                                                  |
| 1981/1982 | Primera División  | 1. miejsce       | 1. miejsce       | Puchar Europy Mistrzów Klubowych - runda kwalifikacyjna          |
| 1982/1983 | Primera División  | 2. miejsce       | 2. miejsce       | Puchar Europy Mistrzów Klubowych - 4. miejsce                    |
| 1983/1984 | División de Honor | 1. miejsce       | 1. miejsce       | Puchar Europy Zdobywców Pucharów - 2. miejsce                    |
| 1984/1985 | Segunda División  | 1. miejsce       |                  |                                                                  |
| 1985/1986 | División de Honor | 1. miejsce       | 1. miejsce       |                                                                  |
| 1986/1987 | División de Honor | 1. miejsce       | 1. miejsce       | Puchar Europy Mistrzów Klubowych - runda kwalifikacyjna          |
| 1987/1988 | División de Honor | 1. miejsce       | 1. miejsce       |                                                                  |
| 1988/1989 | División de Honor | 1. miejsce       | ?                | Puchar Europy Mistrzów Klubowych - faza półfinałowa (8. miejsce) |
| 1989/1990 | División de Honor | 3. miejsce       | 1. miejsce       | Puchar Europy Mistrzów Klubowych - 3. miejsce                    |
| 1990/1991 | División de Honor | 2. miejsce       | półfinał         | Puchar Europy Zdobywców Pucharów - faza ćwierćfinałowa           |

Poziom rozgrywek:
     pierwszy poziom
     drugi poziom
     trzeci poziom

## Osiągnięcia
- Mistrzostwo Hiszpanii:
  -  1. miejsce (7x): 1981, 1982, 1984, 1986, 1987, 1988, 1989
  -  2. miejsce (2x): 1983, 1991
  -  3. miejsce (1x): 1990
- Puchar Hiszpanii:
  -  1. miejsce (6x): 1982, 1984, 1986, 1987, 1988, 1990
  -  2. miejsce (2x): 1981, 1983
- Superpuchar Hiszpanii:
  -  1. miejsce (1x): 1990
- Puchar Europy Mistrzów Klubowych:
  -  3. miejsce (1x): 1990
- Puchar Europy Zdobywców Pucharów:
  -  2. miejsce (1x): 1984